# Phacelia gina-glenneae
Phacelia gina-glenneae är en strävbladig växtart som beskrevs av N.Duane Atwood och S.L.Welsh. Phacelia gina-glenneae ingår i Faceliasläktet som ingår i familjen strävbladiga växter. Inga underarter finns listade i Catalogue of Life.